# Alavere (Vinni)
Alavere (Duits: Alafer) is een plaats in de Estlandse gemeente Vinni, provincie Lääne-Virumaa. De plaats heeft 28 inwoners (2021) en heeft de status van dorp (Estisch: küla).

## Geschiedenis
Alavere werd voor het eerst genoemd in 1796 onder de naam Allawer. Het was een Hoflage, een niet-zelfstandig landgoed, en tevens een dorp, dat viel onder het landgoed van Ruil (Roela). Rond 1900 droeg het de Russische naam Аллаферъ (Allafer).
Tussen 1977 en 1997 hoorde Alavere bij het buurdorp Soonuka.